# Stazione di Kurashiki

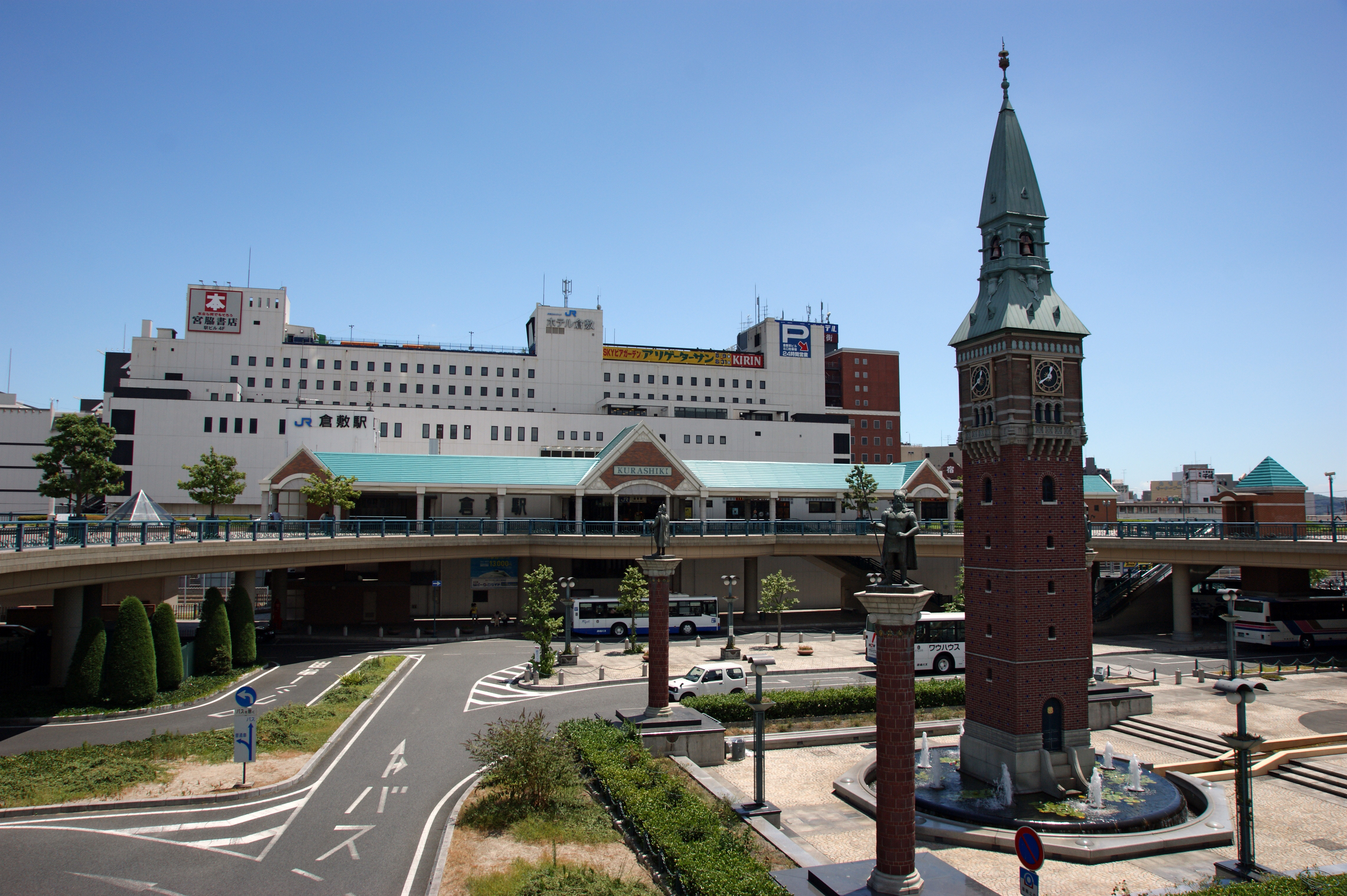
Panoramica del lato nord della stazione

La stazione di Kurashiki (倉敷駅?, Kurashiki-eki) è la principale stazione ferroviaria della città di Kurashiki, nella prefettura di Okayama in Giappone. Si trova sulla linea principale Sanyō e sulla linea Hakubi, ed è nodo di interscambio anche per la ferrovia Mizushima Rinkai, che collega Kurashiki con il suo porto e possiede una stazione nelle immediate vicinanze.

## Linee e servizi
JR West
■ Linea principale Sanyō
■ Linea Hakubi
Ferrovia portuale Mizushima
Linea principale Mizushima (stazione di Kurashikishi)

## Caratteristiche
La stazione è dotata di un marciapiede laterale e due a isola, con 5 binari in superficie. La stazione supporta la bigliettazione elettronica ICOCA ed è dotata di tornelli automatici di accesso ai binari.
| 1 | ■ Linea principale Sanyō              | per Shin-Kurashiki, Fukuyama e Hiroshima   |
| 2 | Binario di servizio e per treni merci |                                            |
| 3 | ■ Linea principale Sanyō              | per Okayama, Himeji, Banshū-Akō e Osaka    |
| 4 | ■ Linea Hakubi                        | per Sōja, Bitchū-Takahashi, Niimi e Yonago |
| 4 | ■ Linea Hakubi                        | per Okayama, Himeji e Banshū-Akō           |

## Stazioni adiacenti
| «                      | Servizio               | »                      |
| Linea principale Sanyō | Linea principale Sanyō | Linea principale Sanyō |
| ---------------------- | ---------------------- | ---------------------- |
| Nakashō                | Locale                 | Nishiachi              |
| Okayama                | Rapido Sun Liner       | Shin-Kurashiki         |
| Linea Hakubi           |                        |                        |
| Capolinea              | Locale                 | Kiyone                 |